# Tom Taylor
Tom Taylor (Sunderland, 19 de octubre de 1817-Wandsworth, 12 de julio de 1880) fue un dramaturgo británico, director de la revista Punch de 1874 a 1880. Fue, junto con Boucicault, uno de los dramaturgos más celebrados de su tiempo: en su obra se sintetizan todas las corrientes teatrales contemporáneas.

## Vida

### Orígenes
Nació en Bishop-Wearmouth, un suburbio de Sunderland, al noreste de Inglaterra, donde transcurrieron sus primeros años de vida escolar. Estudió dos años en la Universidad de Glasgow, y luego pasó a estudiar en el Trinity College de la Universidad de Cambridge, en 1837.
Taylor comenzó su vida laboral como periodista. Tras mudarse a Londres, Taylor trabajó para el Morning Chronicle y el Daily News. Participó también en la revista Punch hasta 1874, cuando tomó el puesto de editor. Taylor escribió más de cien obras teatrales durante su carrera literaria de más de 35 años. Murió en Wandsworth, Londres.

## Lincoln
La noche del Viernes Santo, el 14 de abril de 1865, el presidente Lincoln estaba viendo la obra Our American Cousin (1858), una comedia escrita por Taylor, en el teatro Ford de Washington, D. C., cuando fue asesinado por John Wilkes Booth.